# Centauri program
A Centauri program egy argentin rakétaprogram. A program 1961-1964 között zajlott, 18 sikeres kísérletet végeztek.

## Történelem
1961-ben Argentína kormánya elindította űrprogramját, hogy az Amerikai Egyesült Államok, Szovjetunió, Franciaország, Kanada és Nagy-Britannia után 6. nemzet legyen, aki önálló űrobjektumot juttat a világűrbe. Brazília után a második Latin-amerikai ország, aki önerőből képes volt rakétát indítani. Aldo Zeoli a Katonai Fejlesztési Intézet vezetője indította a rakétát.

### Alpha Centauri
1961. február 2-án a Pampa de Achala (Córdoba) katonai bázisról, 2170 méter tengerszint feletti magasságból sikeresen elindították az első Alpha Centauri (APEX A1–02) felső légkör kutató rakétát.
Egyfokozatú, szilárd hajtóanyagú (nitrocellulóz + nitroglicerin) rakéta. Az egyszerű rakétaállvány 5 méteres, négyszögletes acélcsövekből lett kialakítva. A függőleges helyzetből indított rakéta kezdeti sebessége 2260, végsebessége 3200 km/h volt. Hossza 270, átmérője 9,4 centiméter, tömege 28, műszerezettsége 3,3 kilogramm. Hajtóanyagának tömege 18 000 kilogramm, az égési idő 83 másodperc. Építési vázszerkezete alumínium. A rakétatest aerodinamikai stabilizációt kapott: 4 darab trapéz szárnyat, amik fesztávolsága 500 mm.  Repülési magasság 20 kilométer volt. Az Alpha Centauri komplex felügyeli rendszere (elektronikája) képes volt ellenőrizni működését, telemetriája az összegyűjtött információkat lejátszani a földi vevőállomásra. A műszercsomag hagyományos módon – ejtőernyős leereszkedés – visszatért a Földre.
Az eredményes repülés nagy siker volt Latin-Amerikában. Argentína ezzel csatlakozott az önálló hordozóeszközzel rendelkező nemzetekhez.
Az indított rakéták fedélzetén két kis patkányt helyeztek el, 8000 méter magasságból a kapszula ejtőernyős leereszkedési módszerrel visszatért

### Beta Centauri
1961. szeptember 30-án  a Pampa de Achala katonai bázisról, 2170 méter tengerszint feletti magasságból sikeresen elindították a Beta Centauri (APEX A–S2–015) kétfokozatú felső légköri kutató rakétát. A műszercsomag mérte a repülési sebességet, a hatótávolságot és a légköri nyomást. 25 kilométer volt az elért magasság.

### Gamma Centauri
1963. május 25-én a Pampa de Achala katonai bázisról, 2170 méter tengerszint feletti magasságból sikeresen elindították.  Repülési magasság 189 kilométer volt. Kétfokozatú, szilárd hajtóanyagú (nátrium + cloud) rakéta.  A műszercsomag hagyományos módon – ejtőernyős leereszkedés – visszatért a Földre.
Az indított rakéták fedélzetén két kis patkányt helyeztek el, 8000 méter magasságból a kapszula ejtőernyős leereszkedési módszerrel visszatért.